# Подзамче (гміна Хенцини)
Подзамче (пол. Podzamcze) — село в Польщі, у гміні Хенцини Келецького повіту Свентокшиського воєводства.